# 연천 고인돌공원
연천 고인돌공원은 대한민국 경기도 연천군 연천읍 통현리에 있다. 2012년 4월 20일 연천군의 향토문화재 제7호로 지정되었다.

## 개요
연천지역의 고인돌 16기를 이전.복원(2003.11월~2004.6월)하여 고인돌 공원을 조성하였다.